# Günter Rinsche

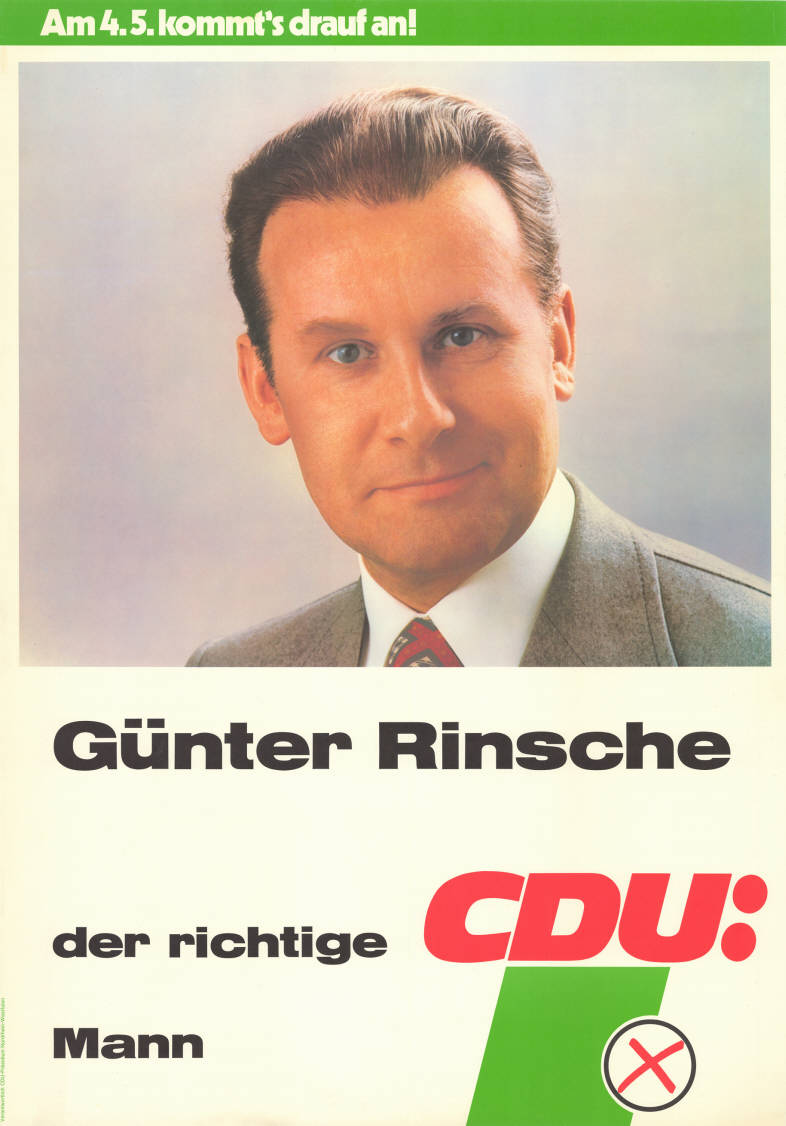
Günter Rinsche auf einem Plakat zur Landtagswahl in Nordrhein-Westfalen 1975

Günter Rinsche (* 13. Juli 1930 in Hamm; † 3. Juli 2019 ebenda) war ein deutscher Volkswirt und Politiker (CDU).

## Leben
Günter Rinsche studierte nach seinem kriegsbedingt verzögerten Abitur am Freiherr-vom-Stein-Gymnasium Hamm von 1951 bis 1956 Wirtschafts- und Sozialwissenschaften in Münster, Köln und als Fulbright-Stipendiat in Colorado Springs (USA). In Köln graduierte er 1956 mit Abschluss zum Diplom-Volkswirt. Von 1956 bis 1958 war er im väterlichen Unternehmen tätig. Von 1958 bis 1961 war er wissenschaftlicher Assistent am Institut für Mittelstandsforschung Köln. An der Universität Köln wurde er 1959 zum Dr. rer. pol. promoviert. 1961 wurde er Leiter der Gruppe „Grundsatzfragen des Mittelstandes“ im Ministerium für Wirtschaft, Mittelstand und Verkehr Nordrhein-Westfalen. 1964/65 war er im Landesamt für Forschung in Düsseldorf tätig.
Rinsche war bereits als Student Mitglied der Jungen Union und der CDU und von 1956 bis 1979 Mitglied des Rates der Stadt Hamm. Von 1956 bis 1959 war er 1. Kreissprecher der Jungen Union Hamm und von 1981 bis 1992 Kreisvorsitzender der CDU Hamm. Seit 1991 war er Ehrenvorsitzender der Hammer CDU.
Von 1964 bis 1979 war Rinsche Oberbürgermeister der Stadt Hamm und damit jüngster Oberbürgermeister Deutschlands. Er war von 1978 bis 1979 Präsident des Städtetages Nordrhein-Westfalen.
In der 5. und 6. Wahlperiode des Deutschen Bundestages war er im Wahlkreis Lüdinghausen direkt gewähltes Mitglied (1965–1972). Er war stellvertretender Vorsitzender des Ausschusses für wirtschaftliche Zusammenarbeit und Entwicklung.
Im Landtag Nordrhein-Westfalen war er von 1975 bis 1980 Mitglied über die Landesliste der CDU. Von 1979 bis 1999 war Rinsche Mitglied des Europäischen Parlamentes. Von 1989 bis 1999 war Rinsche Vorsitzender der CDU/CSU-Gruppe und Mitglied im Vorstand der EVP-Fraktion im Europäischen Parlament.
Seit 1968 war er Vorstandsmitglied der Konrad-Adenauer-Stiftung und in Nachfolge von Bernhard Vogel Vorsitzender von 1995 bis 2001.
Rinsche verstarb am Abend des 3. Juli 2019 in einem Hammer Altenheim.

## Auszeichnungen und Ehrungen
- Bundesverdienstkreuz am Bande des Verdienstordens der Bundesrepublik Deutschland (1973)
- Honorarprofessor der Westfälischen Wilhelms-Universität in Münster (1980)
- Ehrenring der Stadt Hamm (1980)
- Bundesverdienstkreuz I. Klasse des Verdienstordens der Bundesrepublik Deutschland (1981)
- Ehrenbürger der Stadt Hamm (1990)
- Großes Bundesverdienstkreuz des Verdienstordens der Bundesrepublik Deutschland (1999)
- Komtur des Treudienst-Ordens (2000)
- Löwenorden der Republik Senegal (2001)